# Rund um die Hainleite 1956
Rund um die Hainleite 1956 war die 42. Austragung des seit 1907 ausgefahrenen deutschen Eintagesrennens Rund um die Hainleite. Es fand am 10. Mai statt. Der Start erfolgte am Domplatz in Erfurt und führte auf einer Strecke über Sangerhausen, Nordhausen, Mühlhausen und Bad Langensalza wieder zum Ziel nach Erfurt. Dieser Kurs war nach etlichen Streckenkorrekturen durch Bauarbeiten 250 Kilometer lang. Günter Oldenburg gewann das Rennen.

## Rennverlauf
In Abwesenheit der Fahrer der DDR-Nationalmannschaft, die bei der Internationalen Friedensfahrt am Start waren, hatten die Organisatoren der BSG Post Erfurt und der Tageszeitung Das Volk dennoch ein starkes Teilnehmerfeld aufgeboten. Der Bund Deutscher Radfahrer war mit einer Mannschaft am Start, in der Reinhold Pommer der bekannteste Fahrer war. Altersklassenübergreifend hatten 450 Fahrer gemeldet.
Bei sommerlichen Temperaturen und starkem Wind wurden die Vorgabefahrer relativ schnell eingeholt. Bei Mühlhausen gab es einen Massensturz, bei dem die Mitfavoriten Wolfgang Grabo und Wolfgang Braune sowie drei Fahrer des BDR ihre Siegchancen verloren. An der Lengefelder Warte setzte sich Oldenburg ab, der im weiteren Verlauf des Rennens zahlreiche Prämien als Solist gewann. Bei Nordhausen wurde er von Trefflich, Tüller, Henning und Wittig eingeholt. Bei inzwischen starkem Regen gingen diese fünf Fahrer in den Endspurt vor dem Erfurter Haus der Gewerkschaften. Oldenburg gewann den Sprint, in dem Henning noch stürzte und das Ziel zu Fuß erreichte.

## Ergebnis
|     | Fahrer             | Verein/Ort                | Zeit (h)        |
| --- | ------------------ | ------------------------- | --------------- |
| 01. | Günter Oldenburg   | SC Einheit Berlin         | 7:42:23         |
| 02. | Bernhard Trefflich | SC Wismut Karl-Marx-Stadt | 7:42:23         |
| 03. | Erwin Wittig       | SC Einheit Berlin         | 7:42:23         |
| 04. | Horst Tüller       | SC Einheit Berlin         | 7:42:23         |
| 05. | Roland Henning     | SC DHfK Leipzig           | + 3:54 Minuten  |
| 06. | Günter Teske       | SC Dynamo Berlin          | + 11:23 Minuten |
| 0 … |                    |                           |                 |